# Erwin Becher
Erwin Friedrich Becher (* 10. August 1890 in Remscheid; † 4. September 1944 in Frankfurt am Main) war ein deutscher Mediziner und Hochschullehrer.

## Leben
Er war der Sohn des Lehrers Ernst Becher und dessen Ehefrau Hulda geborene Küpper. Sein Bruder Geheimrat Erich Becher war ein Philosoph und Psychologe, sein Bruder Ernst Siegfried Becher ein Naturwissenschaftler und sein Bruder Hellmut Becher Anatom. Außerdem hatte er drei Schwestern.
Nach dem Besuch der Volksrealschule in Remscheid studierte er Medizin, Philosophie, Psychologie und Zoologie an den Universitäten Bonn, Münster, Marburg und Gießen. Das Physikum absolvierte er im Jahre 1911 in Münster und zwei Jahre später promovierte Erwin Becher in Gießen zum Dr. phil. 1914 legte er das Staatsexamen ab und 1916 promovierte zum Dr. med. Das Thema seiner Dissertation lautete Beitrag zur Histogenese und Morphogenese der Uterusmyome und erschien in Stuttgart im Druck.
Während des Ersten Weltkrieges praktizierte Erwin Becher als Militärarzt an verschiedenen Lazaretten. Danach wurde er Assistent am Physiologischen Institut der Universität Gießen. Später war er in verschiedenen medizinischen Bereichen in München, Halle (Saale), Frankfurt am Main und Heidelberg tätig. Zuletzt war er Oberarzt und Universitätsprofessor für Innere Medizin. Er hatte den Lehrauftrag für Propädeutik der Inneren Medizin an der Universität Frankfurt am Main. 1935 erhielt er einen Ruf als Ordinarius an die Medizinische Akademie nach Danzig. Er kehrte im gleichen Jahr wieder an die Universität nach Frankfurt am Main zurück.
Zum 1. Mai 1933 trat Erwin Becher in die NSDAP ein (Mitgliedsnummer 2.535.895).

## Schriften (Auswahl)
- Beitrag zur Histogenese und Morphogenese der Uterusmyome, Stuttgart, 1916.
- (mit anderen Autoren): Die klinischen Methoden der Nierenfunktionsprüfung, Berlin, Wien, 1929.
- Diät bei Erkrankungen der Niere und der Harnwege, Stuttgart, 1933.
- (mit Franz Volhard): Einfache quantitative, klinisch-chemische Harn- und Blutuntersuchungsmethoden. Eine Anleitung zur Ausführung diagnostisch wichtiger quantitativer Methoden ohne besondere Laboratoriumseinrichtung zum Gebrauch für die ärztliche Praxis, Jena: Fischer, 1934.
- Nierenkrankheiten. 1. Band, Verlag von Gustav Fischer, Jena 1944, 690 Seiten mit VI Tafeln.